# Louis Calhern

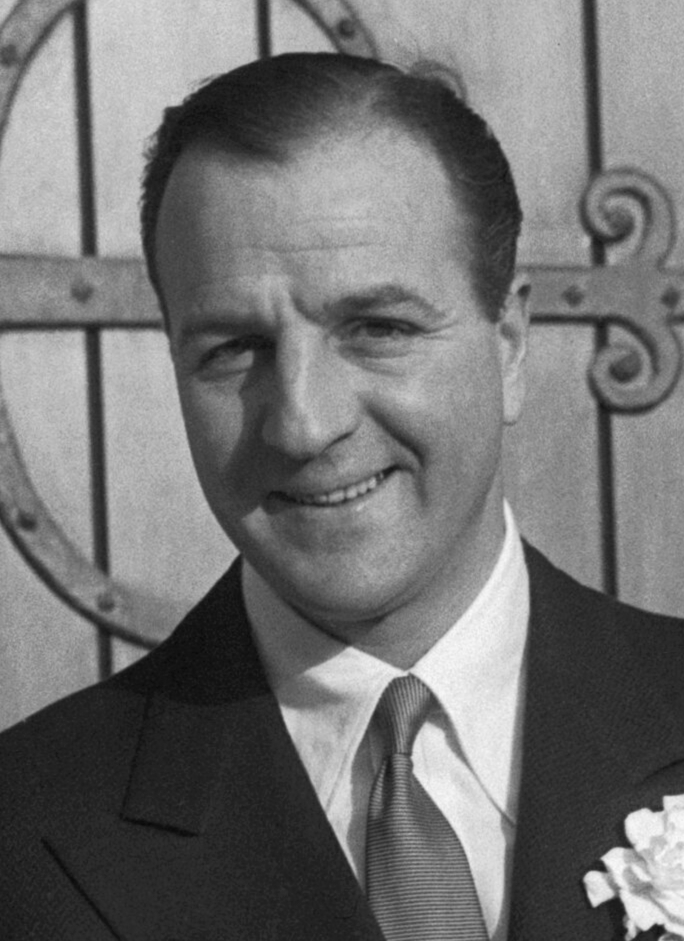
Louis Calhern (1933)

Louis Calhern (* 19. Februar 1895 in Brooklyn, New York, N.Y.; † 12. Mai 1956 in Tokio; eigentlich Carl Henry Vogt) war ein US-amerikanischer Schauspieler. 

## Leben

### Erfolge am Broadway
Der gebürtige Carl Henry Vogt war deutschamerikanischer Herkunft. Er begann eine Schauspielausbildung während des Ersten Weltkrieges in New York, wobei er sich ein Pseudonym für seinen deutschen Namen zulegte, indem er die beiden Vornamen Charles und Henry zu „Calhern“ kontrahierte. Den Vornamen „Louis“ wählte er nach St. Louis, wo er einen Großteil seiner Jugend verbracht hatte und von Mitarbeitern eines Tourneetheaters als Schauspieler entdeckt worden war. 
Als „Louis Calhern“ feierte er 1923 seinen ersten größeren Erfolg am New Yorker Broadway. Zahlreiche Bühnenerfolge sollten dort folgen, unter anderem als König Lear nach William Shakespeare, als Oberst in Franz Werfels Jakobowsky und der Oberst sowie in der Rolle des amerikanischen Arztes und Schriftstellers Oliver Wendell Holmes, den er nicht nur lange Zeit in der Bühnenproduktion von The Magnificent Yankee, sondern auch in der gleichnamigen Filmversion von 1950 verkörperte, wofür er eine Oscar-Nominierung erhielt.

### Filmkarriere
Sein Spielfilmdebüt gab der hochgewachsene Mime mit der distinguierten Stimme bereits 1921 und spielte seither in einigen Stummfilmen vorwiegend Bonvivants und Edelgangster. Mit Aufkommen des Tonfilms konnte er seine Karriere nahtlos fortsetzen und zeigte in seinen Rollen eine große Bandbreite zwischen aristokratischen, väterlichen, gefühlskalten, tragischen und komödiantischen Charakteren. Er spielte ebenso in Komödien der Marx Brothers (als Botschafter Trentino von Sylvanien in Die Marx Brothers im Krieg, 1933) und des in den 1930er Jahren äußerst populären Komiker-Duos Robert Woolsey und Bert Wheeler (Diplomaniacs, ebenfalls 1933) sowie als etwas steifer Vater von Don Ameche in Ernst Lubitschs tiefgründigem Ein himmlischer Sünder (1943), in Krimis wie 20.000 Jahre in Sing Sing (1932) neben Spencer Tracy und Bette Davis, in Literaturverfilmungen wie der Dumas-Adaption Das Rätsel von Monte Christo (1934) als gewissenloser Staatsanwalt Villefort neben Robert Donat, in Historiendramen wie Die letzten Tage von Pompeji (1935), in Thrillern wie Hitchcocks Spionagedrama Berüchtigt (1946) und in Dramen wie Triumphbogen (1948) neben Ingrid Bergman.
Ab 1950 erlebte er in Produktionen von MGM seinen späten Karrierehöhepunkt. 1950 spielte er neben seiner mit einer Oscar-Nominierung bedachten Rolle des Oliver Wendell Holmes in The Magnificent Yankee außerdem den alternden Buffalo Bill in der Filmversion des Musicals Annie Get Your Gun sowie Marilyn Monroes väterlichen Freund und zugleich Kopf einer Bande von Kriminellen in John Hustons Asphalt-Dschungel. Zwei Jahre später spielte er in der romantischen Komödie Wir sind gar nicht verheiratet ein weiteres Mal an der Seite von Marilyn Monroe. Es folgten Rollen in den Abenteuerfilmen Im Schatten der Krone neben Stewart Granger (1952) und als Baal-Priester neben Lana Turner Tempel der Versuchung (1955), die Titelrolle in Joseph L. Mankiewicz’ Julius Caesar (mit Marlon Brando als Marc Anton), neben Clark Gable im Kriegsdrama Verraten (1954), als zynischer Lehrer im Drama Die Saat der Gewalt (1955) sowie in den Filmmusicals Symphonie des Herzens (1954, mit Elizabeth Taylor) und Die oberen Zehntausend (als Onkel von Grace Kelly).
Im Jahr 1956 befand er sich für Dreharbeiten zu der Kriegssatire Das kleine Teehaus nach Vern Sneider mit Glenn Ford und Marlon Brando in Japan. Dort starb Calhern, der lange Jahre unter Alkoholproblemen litt, am 12. Mai 1956 an Herzversagen. Die Grabrede hielt der Star der Produktion, Glenn Ford, mit dem er bereits in Die Saat der Gewalt zusammen gespielt hatte. Calherns Part als Oberst Wainwright Purdy III. übernahm Paul Ford.

### Privatleben
Louis Calhern war viermal verheiratet – jeweils mit Schauspielkolleginnen: Von 1926 bis 1927 mit Ilka Chase (1900–1978), von 1927 bis 1932 mit Julia Hoyt (1897–1955), von 1933 bis 1942 mit Natalie Schafer (1900–1991) und von 1946 bis 1955 mit Marianne Stewart (1922–1992), der Tochter Reinhold Schünzels.

## Filmografie (Auswahl)
- 1921: What’s Worth While?
- 1921: The Blot
- 1931: Die Flucht vor dem Kerker (Stolen Heaven)
- 1931: The Road to Singapore
- 1932: 20.000 Jahre in Sing Sing (20,000 Years in Sing Sing)
- 1933: Die Marx Brothers im Krieg (Duck Soup)
- 1933: Diplomaniacs
- 1933: Frisco Jenny
- 1934: Das Rätsel von Monte Christo (The Count of Monte Christo)
- 1934: Alles liebt, alles lügt (The Affairs of Cellini)
- 1934: Sweet Adeline
- 1935: Der Untergang von Pompeji (The Last Days of Pompeii)
- 1935: Der Polizeibericht meldet … (Woman Wanted)
- 1936: The Gorgeous Hussy
- 1937: Das Leben des Emile Zola (The Life of Emile Zola)
- 1938: Mord, wie er im Buche steht (Fast Company)
- 1939: Fifth Avenue Girl
- 1940: I Take This Woman
- 1940: Paul Ehrlich – Ein Leben für die Forschung (Dr. Ehrlich’s Magic Bullet)
- 1943: Ein himmlischer Sünder (Heaven Can Wait)
- 1944: Up in Arms
- 1944: The Bridge of San Luis Rey
- 1946: Berüchtigt (Notorious)
- 1948: Triumphbogen (Arch of Triumph)
- 1949: Gabilan, mein bester Freund (The Red Pony)
- 1949: Schicksal in Wien (The Red Danube)
- 1950: The Magnificent Yankee
- 1950: Asphalt Dschungel (The Asphalt Jungle)
- 1950: Duell in der Manege (Annie Get Your Gun)
- 1950: Einmal eine Dame sein (Two Weeks with Love)
- 1950: Fluch des Blutes (Devil’s Doorway)
- 1950: Nancy geht nach Rio (Nancy Goes to Rio)
- 1950: Mein Leben gehört mir (A Life of Her Own)
- 1951: Der Mann in Schwarz (The Man with a Cloak)
- 1952: Im Schatten der Krone (The Prisoner of Zenda)
- 1952: Wir sind gar nicht verheiratet (We’re Not Married!)
- 1952: Geborgtes Glück (Invitation)
- 1953: Julius Caesar
- 1953: Eine Leiche auf Rezept (Remains to bei Seen)
- 1954: Symphonie des Herzens (Rhapsody)
- 1954: Verraten (Betrayed)
- 1954: Athena
- 1954: Verwegene Landung (Men of the Fighting Lady)
- 1954: Die Intriganten (Executive Suite)
- 1954: Alt Heidelberg (The Student Prince)
- 1955: Tempel der Versuchung (The Prodigal)
- 1955: Die Saat der Gewalt (Blackboard Jungle)
- 1956: Die oberen Zehntausend (High Society)